# 죽음의 영혼
죽음의 영혼(Tre Passi Nel Delirio, Spirits Of The Dead)은 이탈리아에서 제작된 로제 바딤, 루이 말, 페데리코 펠리니 감독의 1968년 공포 영화이다. 피터 폰다 등이 주연으로 출연하였다.

## 출연

### 주연
- 피터 폰다

### 조연
- 브리지트 바르도
- 카티아 크리스틴
- 움베르토 디올시
- 알랭 들롱

## 제작진
- 원작자: 에드거 앨런 포